# Gilles de Rais
Gilles de Rais (ur. prawd. we wrześniu 1405 w Champtocé-sur-Loire, zm. 26 października 1440 w Nantes) – francuski arystokrata, żołnierz oraz seryjny gwałciciel i seryjny morderca. Skazany za torturowanie, gwałty i zamordowanie 30 dzieci, choć liczba ofiar w rzeczywistości mogła sięgnąć dwóch setek.

## Życiorys

### Początki kariery
Ojcem Gilles’a de Rais był Guy z Montmorency-Laval, który wżenił się w majątek de Rais, poślubiając Marię z Craon, córkę Jana z Rais. Gilles odziedziczył ziemie Rais, które później stały się księstwem Retz. Był inteligentnym dzieckiem, władającym płynnie łaciną.
De Rais stanął po stronie sił Monforta, księcia Bretanii, przeciwko konkurującemu rodowi prowadzonemu przez Oliviera z Blois, hrabiego Penthievre, który wziął Jana VI, księcia Bretanii, w niewolę. De Rais pomagał w jego ucieczce, za co został hojnie nagrodzony w postaci nadań ziemskich, które bretoński parlament zamienił na nagrodę pieniężną.

### Dwór delfina, wojna stuletnia
Po śmierci rodziców ok. 1415 roku znalazł się pod opieką swego ojca chrzestnego, Jana z Craon, polityka i bandyty. W 1420 roku znalazł się na dworze delfina Karola Walezjusza, nieukoronowanego następcy tronu Francji. Jan z Craon usiłował ożenić Gilles’a de Rais z dziedziczką Joanną z Paynol, co mu się nie udało. Potem próbował zeswatać de Rais z Beatrice z Rohan, bratanicą księcia Bretanii, ponownie nieskutecznie. Ostatecznie powiększył ziemie Rais poprzez małżeństwo z Katarzyną z Thouars, panią na Bretanii, Vendei i Poitou, którą w tym celu porwano.
Od 1427 do 1435 roku de Rais służył jako dowódca w królewskim wojsku, włączając w to służbę pod Joanną d’Arc w kampanii w 1429 roku. Mimo świadectw kilku popularnych autorów, którzy wyolbrzymiali jego znaczenie w późniejszych kampaniach, zostało udowodnione na podstawie ocalałych ksiąg rachunkowych, że dowodził niewielkim oddziałem osobistym, składającym się z dwudziestu pięciu zbrojnych i jedenastu łuczników i był raczej jednym z wielu pomniejszych dowódców niż wodzem. Nie służył również Joannie d’Arc jako osobisty ochroniarz (ta funkcja przypadła Janowi z Aulon). Największym osiągnięciem Gilles’a de Rais było znalezienie się pośród trzech wyróżnionych ceremonialnym tytułem marszałka (fr. maréchal) ustępujących pozycją jedynie królewskim konstablom (fr. connétable). Tytuł ten nadano mu podczas koronacji Karola VII 17 lipca 1429 roku.

### Stan spoczynku, proces karny
W 1435 roku de Rais odszedł ze służby wojskowej, by skupić się na swych majątkach. Promował teatralne przedstawienia i przepuszczał odziedziczony majątek. W tym czasie, zgodnie z późniejszymi zeznaniami jego i pozostałych współwinnych, zaczął eksperymentować z okultyzmem pod przewodnictwem Francesca Prelatiego, który wmówił de Raisowi, że może odzyskać majątek, który roztrwonił, poświęcając dzieci demonowi zwanemu „Barron”.
15 maja 1440 roku de Rais porwał księdza Jana le Ferrona, który wtedy przebywał w kościele St. Etienne de Mermorte. Biskup z Nantes wszczął śledztwo, podczas którego odkrył zbrodnie popełnione przez de Raisa. 29 lipca biskup ogłosił swe odkrycie i w efekcie uzyskał poparcie księcia Bretanii, uprzedniego sojusznika Gillesa de Raisa. Podjęto działania. 24 sierpnia królewscy żołnierze, pod dowództwem Artura Richemonta, uwolnili Jana le Ferrona. Samego de Raisa aresztowano razem ze współtowarzyszami 15 września, po świeckim dochodzeniu, potwierdzającym wcześniejsze doniesienia biskupa z Nantes. De Rais był sądzony zarówno przez sąd świecki, jak i duchowny pod zarzutami zabójstwa, sodomii i herezji. Były to najcięższe możliwe oskarżenia tamtych czasów.
W zapisach zeznań, zawierających opowieści rodziców wielu zaginionych dzieci, jak również drastycznych opisach morderstw dokonywanych przez Gillesa de Raisa dostarczonych przez jego współtowarzyszy, znajdowały się rzeczy tak szokujące, że sędziowie zażądali, by najbardziej gorszące fragmenty zostały usunięte. De Rais został posądzony o zwabianie młodych chłopców do swojego majątku, gdzie ich gwałcił, torturował i ranił, często masturbując się, siedząc na umierającej ofierze. Dokładnie nie wiadomo, ile osób zostało zamordowanych przez de Raisa, ponieważ większość ciał została spalona lub zakopana. Przyjmuje się, że było od 80 do 200 ofiar. Sugestie o 600 ofiarach są prawdopodobnie przesadzone. Ofiary miały od 8 do 16 lat i były obu płci. Choć de Rais wolał chłopców, zadowalał się młodymi dziewczętami, jeżeli jego słudzy nie byli w stanie zdobyć dzieci płci męskiej.
Obszerne zeznania świadków przekonały sędziów o słuszności postawionych zarzutów. De Rais przyznał się dobrowolnie do przestępstw 21 października, w związku z czym sąd odwołał planowane tortury. 23 października sąd świecki skazał współwinnych towarzyszy Gillesa de Raisa, Henriet i Poitou. 25 października sąd kościelny nałożył na niego ekskomunikę. Tego samego dnia skazał go sąd świecki. Ekskomunika została z niego zdjęta po okazaniu skruchy i przyznano mu prawo do spowiedzi. Sąd świecki podtrzymał swój wyrok. De Rais, Henriet i Poitou zostali straceni w Nantes 26 października 1440 roku.

### Ocena działalności
Choć niektórzy autorzy sugerują, że de Rais został okrzyknięty mordercą i heretykiem przez Kościół rzymskokatolicki w następstwie spisku mającego na celu przejęcie jego ziem, historycy podważają tę teorię, wskazując na fakt, że Kościół nie przejął ziem de Rais po jego straceniu – przypadły one księciu Bretanii, który potem rozdzielił te ziemie między swoich możnych, np. hrabiego Richemont. Ponadto de Rais został skazany przez oba sądy – kościelny i świecki – w oparciu o liczne dowody, takie jak zeznania naocznych świadków opisujących morderstwa w najdrobniejszych szczegółach i zeznania rodziców zaginionych dzieci z wiosek położonych w pobliżu majątku Gilles’a de Rais. Taki spisek wymagałby zaangażowania licznych świadków i szerokiej współpracy dostojników kościelnych z urzędnikami świeckimi. Większość historyków postrzega księcia Bretanii jako osobę niemogącą brać udziału w takim spisku, mimo zysków, ze względu na to, że bardzo długo pozostawał sojusznikiem i zwierzchnikiem de Rais, który zaakceptował zarzuty dopiero po przeprowadzeniu dwóch śledztw ujawniających wskazujące na jego winę dowody.
Gilles de Rais jest najobszerniej opisanym i pierwszym znanym historycznie przypadkiem wampiryzmu seksualnego.

## Gilles w kulturze
- De Rais pojawia się z nazwiska i jako postać w sztuce Święta Joanna George’a Bernarda Shaw, jako młody 26-letni mężczyzna, który ma podszywać się pod Delfina, któremu się ten podstęp nie udaje[1]
- arystokrata jest przedmiotem badań bohatera książki Là-bas J.K. Huysmansa (m.in. literacka wersja jego procesu)[2]
- jego osobowość i skłonności stały się inspiracją dla francuskich autorów, takich jak Michel Tournier[3], Pierre Klossowski[4] i Georges Bataille[5]
- jest jednym z bohaterów romansu historycznego Katarzyna autorstwa Juliette Benzoni[6], na podstawie którego nakręcono eponimiczny serial telewizyjny (1986)[7]
- Gilles de Rais wraz z córką pojawia się w dramacie Amelii Hertzówny „Fleurs-De-Lys” (1908[8])[9]
- blackmetalowy zespół Cradle of Filth poświęcił cały album Godspeed on the Devil’s Thunder (2008) postaci Rais’a[10]
- postaci Gilles’a de Rais’a poświęcony jest utwór zespołu Celtic Frost zatytułowany „Into the Crypts of Rays”, który można znaleźć na minialbumie Morbid Tales (1984)[11]
- inny zespół blackmetalowy Ancient Rites poświęcił mu jeden utwór „Morbid Glory” na debiutanckim albumie The Diabolical Serenades (1994)[12]
- historię zbrodni arystokraty wykorzystał – jako jeden z przewodnich wątków powieści Renegaci (1991) – brytyjski pisarz Shaun Hutson[13]
- Gilles de Rais jest motywem wykorzystanym przez ojca-mordercę głównego bohatera książki Johna Katzenbacha Stan umysłu (State of Mind, 1997/1998), którym posługuje się, żeby ściągnąć uwagę syna[potrzebny przypis]
- jego postać została wykorzystana w powieści light novel oraz serii anime Fate/Zero jako Caster[14]
- pojawia się jako jeden z demonów w mandze i anime Makai Ōji: Devils and realist[15]
- jego historia jest głównym wątkiem tytułowego opowiadania ze zbioru Imię Bestii (2005) Jacka Komudy[16]
- postać Gilles’a de Rais’a pojawia się również w filmie Luca Bessona Joanna d’Arc[17]
- Gilles’a możemy także spotkać w mandze Drifters autorstwa Kohty Hirano
- Jeden z ghouli pojawiający się w grze OFF jest nazwany na jego cześć
- Gille de Rais jest bohaterem książki Sinobrody i inne opowiadania, wydanego przez niezależne wydawnictwo Horror Masakra. Autorem zbioru opowiadań jest polski pisarz Maciej Szymczak[18]